# Byrsochernes
Genre
Synonymes
- Mayachernes Riquelme, Piedra-Jiménez & Córdova-Tabares, 2014

Byrsochernes est un genre de pseudoscorpions de la famille des Chernetidae.

## Distribution
Les espèces de ce genre se rencontrent en Amérique tropicale.

## Liste des espèces
Selon Pseudoscorpions of the World (version 3.0) :
- Byrsochernes caribicus Beier, 1976
- Byrsochernes ecuadoricus Beier, 1959

et décrite depuis :
- † Byrsochernes maatiatus (Riquelme, Piedra-Jiménez & Córdova-Tabares, 2014)

## Publication originale
- Beier, 1959 : Zur Kenntnis der Pseudoscorpioniden-Fauna des Andengebietes. Beiträge zur Neotropischen Fauna, vol. 1, p. 185-228.